# Бандикут
Бандикут (Perameles) — рід ссавців із родини бандикутових (Peramelidae). Типовий вид: Perameles nasuta.

## Опис
Довжина голови й тіла: 200—425 мм, довжина хвоста: 75–170. Вага 500—1900 грамів для P. nasuta, 450—900 грамів для P. gunnii, 190—250 грамів для P. bougainville. Гладкий на вигляд волосяний покрив складається переважно з грубих, окремих волосків. Верхні частини тіла можуть бути сірого, світло-коричневого з легким рожевим відтінком, тьмяно помаранчевого, жовтувато-коричневого, сіро-коричневого або сірого забарвлення. Чорні або з чорними кінчиками волоски часто перемежовуються з більш світлими. У всіх видів, крім P. nasuta є поперечні або діагональні темні й світлі смуги на спині й крупі, утворюючи в деяких випадках складний малюнок. Низ тіла білий або білуватий. Бандикути мають довгі, що звужуються морди і загострені вуха.

## Середовище проживання
Дощовий ліс і склерофітний ліс для P. nasuta, рідколісся й відкриті місцевості з гарним покриттям ґрунту для P. gunnii, пустки і дюнна рослинність для P. bougainville, поля Triodia для P. eremiana. 

## Поведінка
Серед густої рослинності бандикути будують гнізда, що складаються з овального насипу з гілочок, листя і перегною на поверхні землі. У більш відкритих районах, вони будують гніздові камери; вистеляючи її рослинними волокнами, а потім покриваючи купою гілок і листя. Занедбані нори кролика і порожнисті колоди також використовуються для гніздівлі. Бандикути нічні, наземні, вельми активні. Члени цього роду в основному комахоїдні, хоча вони також харчуються хробаками, равликами, ящірками, мишами і рослинним матеріалом.

## Види
У складі роду — 4 сучасні види:
- Perameles bougainville
- Perameles gunnii — бандикут тасманійський
- Perameles nasuta — бандикут довгоносий
- Perameles pallescens

## Назва
Perameles: дав.-гр. πήρᾱ — «сумка» + лат. meles — «борсук». Бандикут: змінена форма назви тварин із мови телугу.